# Kristian Karlsson
Kristian Karlsson (Trollhättan, 6 augustus 1991) is een Zweedse professioneel tafeltennisser. Hij speelt linkshandig met de shakehandgreep.
In 2016 (Rio de Janeiro) en 2020 (Tokio) nam hij deel aan de Olympische spelen.
Sinds juli 2016 speelt Karlsson in de Bundesliga bij Borussia Düsseldorf. Teamgenoten zijn o.a. Timo Boll, Anton Källberg en Dang Qiu, onder hoofd-coach Danny Heister.

## Belangrijkste resultaten
- Goud op de wereldkampioenschappen (dubbel) met Mattias Falck in 2021
- Tweede plaats dubbelspel op de Europese kampioenschappen met landgenoot Mattias Falck in 2012
- Tweede plaats dubbelspel op de Europese kampioenschappen met Mattias Falck in 2018
- Tweede plaats met het mannenteam op de wereldkampioenschappen in 2018
- Derde plaats met het mannenteam op de Europese kampioenschappen in 2014
- Derde plaats dubbelspel op de Europese kampioenschappen met Mattias Falck in 2015
- Derde plaats dubbelspel op de Europese kampioenschappen met Mattias Falck in 2016
- Derde plaats enkelspel op de Europese kampioenschappen in 2018